# Districte de Moamba
El districte de Moamba és un districte de Moçambic, situat a la província de Maputo. Té una superfície de 4.628 kilòmetres quadrats. En 2007 comptava amb una població de 57.568 habitants. Limita al nord amb el riu Massintonta que el separa del districte de Magude, al sud el districte de Namaacha, a l'est els districtes de Manhiça i Marracuene i a l'oest amb la línia fronterera artificial amb la província sud-africana de Mpumalanga.

## Divisió administrativa
El districte està dividit en cinc postos administrativos (Catembe, Catuane, Machangulo, Missevene i Zitundo), compostos per les següents localitats:
- Posto Administrativo de Moamba:
  - Vila de Moamba
  - Moamba
  - Muzongo
- Posto Administrativo de Pessene:
  - Mahulana
  - Pessene
  - Vundiça
- Posto Administrativo de Ressano Garcia:
  - Regue
  - Vila de Ressano Garcia
  - Ressano Garcia
- Posto Administrativo de Sabié:
  - Macaene
  - Malengane
  - Matunganhane
  - Sabié